# František Stralczynský
František Stralczynský (25. srpna 1961 Praha – 25. října 1998 Praha) byl český folkový hudebník, kytarista, textař a básník.

## Život a kariéra
V roce 1981 založila trojice mladých hudebníků Zdeněk Hříbal, Tomáš Poláček a Martin Keller folkovou kapelu Bonsai. Výhradním textařem skupiny byl František Stralczynský, který v roce 1983 nahradil Martina Kellera a začal s kapelou i hrát. V témže roce Bonsai získala interpretační Portu, což se jí povedlo v následujícím ročníku soutěže obhájit.
Rukopis Stralczynského textů byl jedinečný, v neotřelých obratech slovy "maloval" poetické, často melancholické obrazy. V polovině osmdesátých letech patřila Bonsai na domácí folkové scéně mezi populární skupiny, v roce 1989 se však rozpadla. Tomáš Poláček, Zdeněk Hříbal a Jiří Podzimek nedlouho poté založili folk-rockovou skupinu Bílá nemoc a ve svém repertoáru opět významnou měrou stavěli na Stralczynského textech.
Po rozpadu Bonsaje Stralczynský vystupoval sám nebo příležitostně s jinými hudebníky, mj. s Petrem Linhartem, Jaroslavem Samsonem Lenkem či Tomášem Poláčkem. Postupem času se okolo Stralczynského zformovala další sestava a skupina opět začala hrát pod jménem Bonsai. V roce 1998 vyšla deska Rozpad kolonií, jejíž křtu se mimo jiných zúčastnili i bývalí spoluhráči z první sestavy Bonsai Tomáš Poláček a Zdeněk Hříbal.
V říjnu 1998 František Stralczynský nečekaně zemřel na selhání srdce. Bezprostředně poté založili studenti Jihočeské univerzity skupinu Bonsai č. 3, která v jeho odkazu pokračuje.

## Diskografie
- 1983 (Supraphon) LP Porta 83, píseň Historka
- 1984 (Supraphon) LP Porta 84, písně Na skleničku s Napoleonem a Doteky
- 1987 (Supraphon) SP Zázraky/Jinotaje, edice Dostavník
- 1993 (Monitor) Na skleničku s Napoleonem, Lenkem a Linhartem
- 1998 (Tonus) Rozpad kolonií